# Marquesado de Villel
El marquesado de Villel es un título nobiliario español creado el 10 de agosto de 1679 y por real despacho del 29 de enero de 1680, con el vizcondado previo de Algar, por el rey Carlos II a favor de Blas González de la Cámara y Andrade, señor de Villel de Mesa y caballero de la Orden de Alcántara.
La denominación del título se refiere al municipio de Villel de Mesa en la provincia de Guadalajara.

## Historia de los marqueses de Villel
- Blás González de la Cámara y Andrade, I marqués de Villel, alférez mayor de Molina de Aragón y caballero de la Orden de Alcántara.[2]

Casó con Ana Velázquez y Carvajal.  Le sucedió su hijo:
- Juan Antonio González de la Cámara y Andrade, II marqués de Villel. Ingresó el 14 de mayo de 1675 en el Colegio Mayor de San Ildefonso en Alcalá de Henares donde se licenció y ocupó el cargo de rector entre 1679-1680.[2]

Casó, en Valencia, con Teresa San-Vítores Carrillo de Mendoza, hija de José San-Vítores, marqués de la Rambla y alcalde mayor de Burgos, y de su segunda esposa, Ana Garcés Carrillo de Mendoza, hija de los XI condes de Priego. Sucedió su hermano:

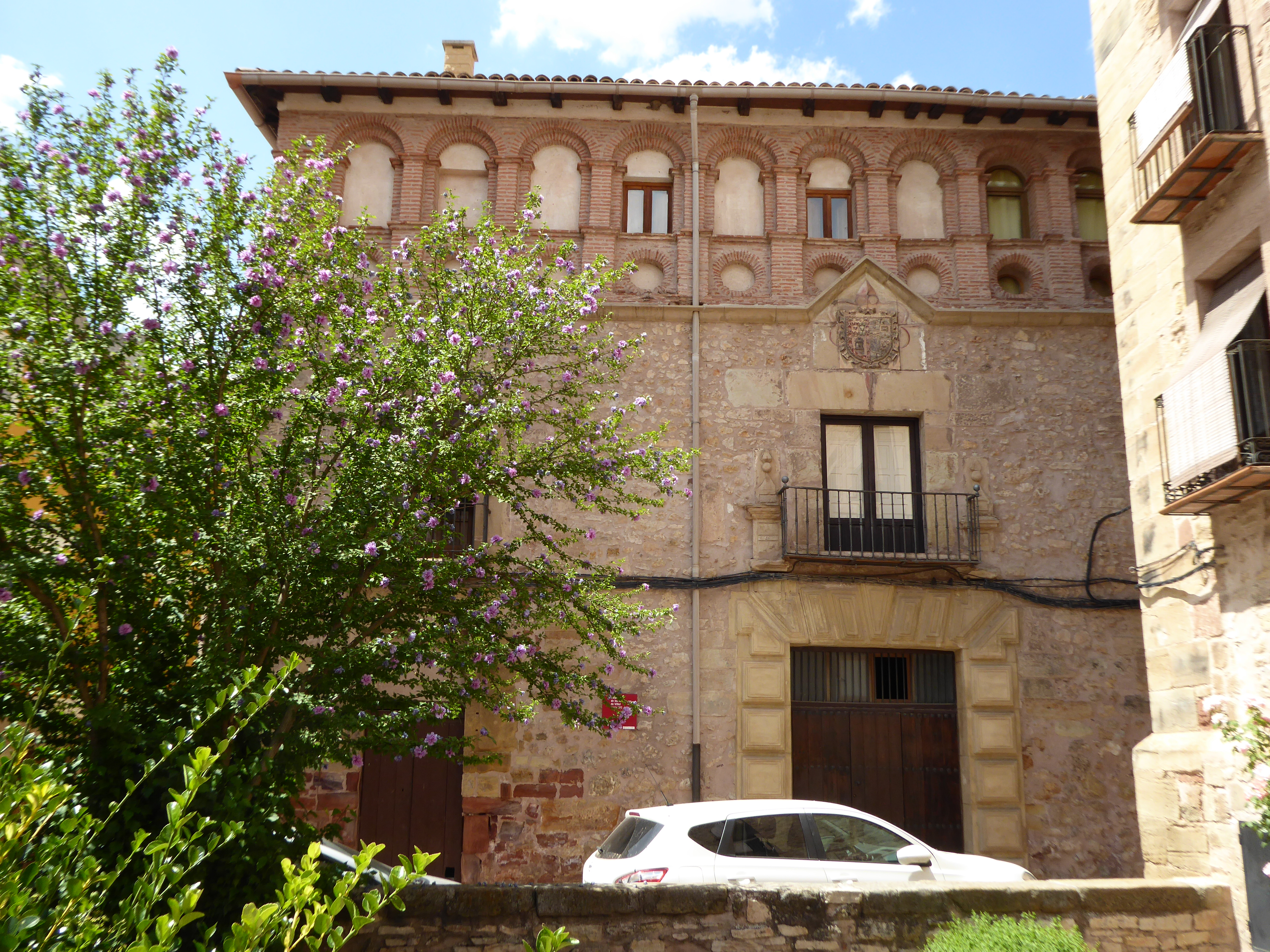
Palacio del marqués de Villel en Molina de Aragón

- Alonso González de la Cámara y Andrade, III marqués de Villel, licenciado en la universidad de Alcalá de Henares, alférez mayor de la villa y señorío de Molina de Aragón y coronel de sus milicias.[2]

Casó en primeras nupcias con Inés Muñoz Carrillo. Después de enviudar, contrajo un segundo matrimonio el 27 de julio de 1701, en Molina de Aragón, con Ana Caballero y Arias, hija de Francisco Caballero y Juliana Maestro de Arias. Sucedió su hijo del segundo matrimonio:
- Antonio José González de la Cámara y Andrade (n. Molina de Aragón, 30 de octubre de 1700), IV marqués de Villel, señor de Algar, de Valdemoro y Lomeda y alférez mayor de Molina de Aragón.[2]

Contrajo matrimonio el 24 de julio de 1724, en Almagro, con Rafaela Gaona Portocarrero, hija de Juan de Gaona y Aldonza Portocarrero, I condes de Valdeparaíso. Sucedió su hija:
- María Teresa González de la Cámara y Andrade (m. Barcelona, 12 de enero de 1780) V marquesa de Villel en 1744.[2]

Casó con Fernando de Prado y Malleza (1714-1787), gobernador militar y político de Calatayud, intendente de la provincia de León, gobernador de Badajoz, corregidor de Málaga, ministro plenipotenciario en Parma, miembro del Consejo de Guerra y Gran Cruz de Carlos III. Sin descendencia, sucedió su hermana:
- Josefa Joaquina González de la Cámara y Andrade (n. Molina de Aragón, 1729), VI marquesa de Villel.[2]

Contrajo matrimonio el 26 de mayo de 1756, en Guadalajara, con Bernardino Luis de Taberner Códol, IV conde de Darnius, gentilhombre de cámara del rey y coronel comandante en Barcelona. Sucedió su hija:
- María Bernardina de Taberner Darnius de Ardena (baut. Barcelona, 26 de diciembre de 1761-Sarria, 19 de octubre de 1834[3]), VII marquesa de Villel,[2] V condesa de Darníus[4] y de Illas.

Casó el 11 de julio de 1784, en Barcelona con Juan Antonio Fivaller y Bru (1758-3 de enero de 1846), I duque de Almenara Alta, barón de Castellar, barón de Montroig, señor de Almenara Alta, señor de Margalef, regidor perpetuo de Molina de Aragón. Era hijo de Juan Antonio Fivaller de Clasquerí y Rubí Torres (m. 1799), señor de Almenara Alta y de Margalef, y de su esposa María Antonia de Bru y Descátllar de Besora, señora del castillo de Tona y de la Cuadra de Pedralba. Le sucedió su hijo:
- Juan Antonio de Fivaller y Taberner (Barcelona, 27 de junio de 1785-Ciudadela, 22 de junio de 1874), VIII marqués de Villel,[2] II duque de Almenara Alta,[4] VI conde de Darníus, y de Illas, barón de Montroig.

Casó el 19 de junio de 1807 con María de la Soledad Centurión y Orovio, X marquesa de la Lapilla, IX marquesa de Monesterio y IX duquesa de Centurión en Nápoles, hija de Nicolás Cayetano Centurión Vera y Moctezuma, IX marqués de la Lapilla, VIII marqués de Monesterio y VIII duque de Centurión en Nápoles, y de su mujer María de la Soledad Orovio, VI marquesa de Paredes. Le sucedió, de su hija María de las Mercedes Fivaller y Centurión, XII marquesa de la Lapilla, X marquesa de Monesterio, VII marquesa de Paredes y de su esposo Gabino Martorell y Martorell, III marqués de Albranca, su nieto:
- Bernardino de Martorell y Fivaller (Ciudadela, 21 de diciembre de 1847-Madrid, 16 de febrero de 1909), X marqués de Villel,[2] XIII marqués de la Lapilla desde 1901,[6] conde de Darnius, grande de España, caballero de la Orden de Calatrava y maestrante de Valencia. Sucedió su sobrino, hijo de su hermano Ricardo Martorell y Fivaller, V duque de Almenara Alta,[4] y de Ángela Téllez-Giron y Fernández de Córdoba:

- Francisco de Borja Martorell y Téllez-Girón (Madrid, 17 de junio de 1898-Paracuellos de Jarama, 30 de noviembre de 1936),[10] XI marqués de Villel,[2] VII duque de Almenara Alta,[4] VII marqués de Albranca,[11] X marqués de Paredes,[11]  XVII duque de Escalona, XVIII marqués de Villena,[11] XV marqués de la Lapilla,[6] XXII conde de Alba de Liste, gentilhombre grande de España con ejercicio y servidumbre del rey Alfonso XIII.

Casó el 9 de mayo de 1923 con María de los Dolores Castillejo y Wall, hija de Juan Bautista Castillejo y Sánchez de Teruel, IV conde de Floridablanca, y de María de la Concepción Wall y Diego, VII condesa de Armíldez de Toledo. Le sucedió su hija:
- María de los Ángeles Martorell y Castillejo (Madrid, 14 de abril de 1931-14 de junio de 2021), XII marquesa de Villel.[2]

Le sucedió su hermana:
- María Soledad de Martorell y Castillejo (8 de julio de 1924-Madrid, 6 de agosto de 2022[12]), XIII marquesa de Villel,[2][13] VIII duquesa de Almenara Alta,[4]  XII marquesa de Monesterio en 1951,[11][a] XVI marquesa de la Lapilla,[6] XVIII duquesa de Escalona,[11] VIII marquesa de Albranca,[11] XI marquesa de Paredes, XIX marquesa de Villena, X condesa de Darnius.[11]

Casó en 1948 con Juan Pedro de Soto y Domecq (m. Madrid, 19 de agosto de 2004), caballero de la Real Maestranza de Caballería de Sevilla, hijo de Fernando de Soto y González de Aguilar Ponce de León, XII marqués de Arienzo, IV conde de Puerto Hermoso y XI marqués de Santaella, y de María del Carmen Domecq y Núñez de Villavicencio. Sucedió su hija:
- María del Carmen de Soto Martorell, XIV marquesa de Villel,[17] IX duquesa de la Almenara Alta y XI condesa de Darnius.

Casó el 30 de enero de 1975, en Jerez de la Frontera, con Francisco Maestre y Osorio, VI marqués de los Arenales, padres de Soledad, María del Carmen y Francisco Maestre y Soto.